# Nélson do Posto
Nelson Costa Mello, o Nelson do Posto (Areal, 30 de março de 1948 - Teresópolis, 28 de novembro de 2010) foi um político brasileiro, parente de Renato do Posto e Renata do Posto. Foi casado com Nilda de Souza Machado Orsi (Nilda do Posto) e pai de dois filhos, Patrícia (Patrícia do Posto), Alex (Mumu) e três netos Nelsinho, Lígia e Agnés.

## Biografia
Quando ainda morava em Areal (na época distrito de Três Rios), Nelson, juntamente com seu irmão Renato, começou a vender areia para obras. Com tempo seu negócio cresceu e chegou a vender caminhões de areia para as grandes obras no Rio de Janeiro, como a Ponte Rio-Niterói e outras obras importantes.

### O posto
Seu apelido "Nelson do Posto" se deu por que ele era proprietário, junto com sua família, de um posto de gasolina no bairro de Parada Modelo, ás margens da rodovia BR-116. Em sua época, o posto foi muito frequentado pela população local e servia de parada para ônibus de viagem que seguiam para vários destinos. Com o tempo, o posto do Nelson lhe deu o apelido de Nelson do Posto.
Hoje o posto está desativado e seu pátio é usado como espaço público em Guapimirim, onde já aconteceram vários eventos de comemoração de aniversários da cidade e grandes shows gratuitos com Zezé Di Camargo & Luciano, Roupa Nova e César Menotti e Fabiano, entre outros. Todos os anos acontece no espaço do Posto do Nelson o Encontro Nacional de Motociclistas dos Fantasmas Moto Clube, que reúne milhares de motociclistas de várias partes do Brasil.
Ao passar pelo rodovia BR-116 ainda é possível ver a antiga estrutura onde ficavam as bombas de combustível.

### Carreira política
Com o tempo, Nelson do Posto se tornou muito popular em Guapimirim, pois sempre ajudava com o que podia aqueles que vinham lhe pedir ajuda.
Em 1988, ainda quando Guapimirim ainda era distrito de Magé, Nelson do Posto foi eleito vereador pelo Partido Liberal (PL) para representar o então Terceiro Distrito na Câmara Municipal de Magé. Dois anos depois tentou eleger-se deputado estadual e não foi eleito por apenas 148 votos.

### Primeiro prefeito de Guapimirim
Nelson do Posto ajudou a organizar o movimento que emancipou Guapimirim como cidade em 1992. Elegeu-se, então, o primeiro prefeito de Guapimirim.
Enquanto era prefeito de Guapimirim lançou seu irmão, Renato Costa Mello (o Renato do Posto), como candidato a deputado estadual pelo PL, conseguindo assim que ele se elegesse com 21.598 votos, sendo o primeiro representante de Guapimirim na Assembleia Legislativa do Estado do Rio de Janeiro (ALERJ).
Nelson do Posto governou Guapimirim até 31 de março de 1996, quando deixou o município sob a gestão do vice-prefeito Ailton Vivas, e foi disputar a prefeitura de Magé, elegendo-se com 35.338 votos (41,617% dos votos válidos).

### Prefeito de Magé
Nelson tomou posse como prefeito de Magé e encontrou a prefeitura com vários problemas deixados pelo governo anterior.
Como prefeito de Magé lançou seu sobrinho Renato Costa Mello Junior, o Júnior do Posto, como candidato a deputado estadual pelo PL, para dar continuidade ao mandato de deputado de seu irmão Renato do Posto, que estava findando. Em 1998, elegeu seu sobrinho Júnior do Posto como deputado estadual, com 20.625 votos, na ocasião considerado o deputado estadual mais novo do Brasil, aos 21 anos de idade.
Ao fim do mandato, nas eleições municipais tentou a reeleição como prefeito de Magé, e lançou sua esposa Nilda de Souza Machado Orsi, a Nilda do Posto, como candidata à prefeita de Guapimirim, mas perdeu o pleito em Magé para Narriman Zito, esposa do prefeito de Duque de Caxias, José Camilo Zito, e perdeu o pleito em Guapimirim para Ailton Vivas, que já havia sido seu vice-prefeito no primeiro mandato em Guapimirim.
Nelson do Posto obteve 32.589 votos (32,74%) contra 35.802 votos (35,97%) de Narriman Zito em Magé. Nilda do Posto obteve 5.734 votos (28,02%) contra 9.801 votos (47,89%) de Ailton Vivas em Guapimirim.
Em 2000, exerceu o cargo de sub-secretário estadual para o Desenvolvimento da Baixada.

### Deputado estadual
Ao término do mandato de seu sobrinho como deputado estadual, candidatou-se ele mesmo para o cargo, vencendo a eleição com 37.232 votos e dando assim continuidade pela terceira vez consecutiva da representação de Guapimirim e Magé na ALERJ.

### Segundo mandato em Guapimirim
Em 2004 candidatou-se à prefeitura de Guapimirim novamente, ganhando o pleito com 11.977 votos (48,892%). Na ocasião elegeu também sua esposa Nilda do Posto como vereadora.

### Atentado à sua esposa
Enquanto prefeito de Guapimirim, sua esposa Nilda do Posto pediu licença do cargo de vereadora para exercer o cargo de secretária municipal de Assistência Social. Enquanto estava licenciada, em 2006, Nilda sofreu um atentado a tiros, foi hospitalizada, e reassumiu o cargo de vereadora depois da recuperação.
Após o episódio, Nelson do Posto adquiriu mais carros blindados e contratou mais seguranças particulares para aumentar a segurança de sua família.

### Eleição e cassação de sua sobrinha Renata do Posto
Em 2006, enquanto era prefeito de Guapimirim, lançou sua sobrinha Renata Campos de Mello, a Renata do Posto, irmã de Júnior do Posto e filha de Renato do Posto, que na época era vice-prefeita de Magé, como candidata a deputada estadual. Renata do Posto venceu o pleito com 28.124 votos e Nelson conseguiu eleger um deputado estadual de sua família, representando Guapimirim e Magé pela quarta vez consecutiva. Em 2007, Renata do Posto foi envolvida em um escândalo de esquema de corrupção na ALERJ, chamado Bolsa Fraude, que resultou na cassação de seu mandato e do mandato de Jane Cozzolino, irmã de Núbia Cozzolino, outros envolvidos no esquema, os deputados Tucalo (PSC), João Peixoto (PSDC) e Edino Fonseca (PR) foram absolvidos. A cassação das duas deputadas foi um feito histórico na ALERJ pois nunca antes um deputado havia sido cassado por corrupção na Assembleia Legislativa do Estado do Rio de Janeiro.

### Tentativa de reeleição em Guapimirim, impugnação da chapa e eleição de Júnior do Posto como prefeito
Em 2008 foi candidato à reeleição como prefeito em Guapimirim, mas teve a candidatura para a reeleição impugnada pelo Tribunal Superior Eleitoral (TSE), mas foi substituído na chapa, no ultimo dia antes da eleição, por seu sobrinho Júnior do Posto, que era candidato a vice-prefeito na chapa. Júnior do Posto foi eleito prefeito de Guapimirim com votação expressiva, 13.735 votos (74,14%).
Candidatos da oposição a Nelson entraram com recursos no TRE para invalidar sua eleição, alegando que não houve tempo para a substituição e que o povo votou em Júnior quando o candidato era Nelson. Após Nelson do Posto ganhar recursos em várias instâncias, o TSE decidiu que a eleição de Júnior do Posto era legal, baseando-se na lei que assegura ao candidato mudar a chapa até o último dia válido da campanha.

### Assassinato de Renato do Posto
No dia 12 de março de 2009, bandidos invadiram a casa de seu irmão Renato do Posto e o executaram com três tiros. No inicio acreditou-se que o crime teve motivação política, pois na época Renato do Posto dividia a tarefa de comandar a gestão do município com seu filho Junior e seu irmão Nelson. Renato do Posto comandava e fiscalizava pessoalmente todas as obras e trabalhos em Guapimirim, Nelson fazia a parte política e administrativa juntamente com Júnior.

## Morte
Na madrugada 28 de novembro de 2010, Nelson do Posto morreu por complicações respiratórias e falência múltipla dos órgãos, após internação de vários dias em um hospital de Teresópolis.